# Marcin Korolec
Marcin Korolec, né le 24 décembre 1968 à Varsovie, est un juriste et homme politique polonais. Il est ministre de l'Environnement entre novembre 2011 et novembre 2013.

## Biographie

### Formation et vie professionnelle
Il a étudié à la faculté de philosophie, puis à la faculté de droit et d'administration publique de l'université de Varsovie. Devenu avocat en 1994, il suit un cursus à l'École nationale d'administration française (ENA) en 1996. Deux ans plus tard, il est recruté comme assistant par Jan Kułakowski, négociateur en chef de l'adhésion de la Pologne à l'Union européenne.

### Engagement politique
Il devient, en novembre 2005, sous-secrétaire d'État du ministère de l'Économie, sous la direction de Piotr Woźniak, puis Waldemar Pawlak.
Le 18 novembre 2011, Marcin Korolec est nommé ministre de l'Environnement dans le deuxième gouvernement de coalition du libéral Donald Tusk. Lors du remaniement du 27 novembre 2013, il est remplacé par Maciej Grabowski. Il a présidé ce même mois la conférence de Varsovie.